# Stewardova hvězdárna
Stewardova hvězdárna je centrem Katedry Astronomie na Arizonské univerzitě (UA). Její sídlo se nalézá v areálu UA v Tucsonu, Arizoně (USA). Hvězdárna byla založena v roce 1916, první dalekohled a budovy byly formálně věnovány 23. dubna 1923. V současné době se podílí na provozu dalekohledů na pěti vrcholech v Arizoně a po jednom v Novém Mexiku, na Havaji a v Chile. Hvězdárna dodala instrumenty pro tři kosmické dalekohledy a mnoho dalekohledů pozemských. Součástí hvězdárny je laboratoř produkující v současné době největší monolitická primární zrcadla na světě (maximální průměr 8,4 m).

## Historie
Stewardova hvězdárna vděčí za svou existenci americkému astronomovi a dendrochronologistovi Andreovi Ellicottovi Douglassovi. Douglass v roce 1906 přijal pozici asistenta profesora fyziky a geografie na Arizonské univerzitě v Tucsonu, Arizoně. Téměř ihned po svém příjezdu do Tucsonu započal s astronomickými pozorováními, prováděnými pomocí 8palcového refraktoru zapůjčeného od Harvard College Observatory. Současně se pokoušel získat finanční prostředky pro vybudování velkého dalekohledu. Po následujících deset let tyto snahy nevedly k cíli. Během tohoto časového období působil Douglass na univerzitě jako vedoucí katedry fyziky a astronomie, prozatímní prezident, a nakonec jako děkan College of Letters, Arts & Sciences (Fakulty filozofie a věd).
16. října 1916 tehdejší univerzitní prezident Rufus von KleinSmid oznámil anonymní dar ve výši 60000 dolarů věnovaný univerzitě "...k použití na nákup dalekohledu obrovské velikosti." Jako dárkyně byla později identifikována bohatá vdova se zájmem o astronomii, paní Lavinia Stewardová z Oracle v Arizoně. Peníze věnovala na památku svého zesnulého manžela Henryho Stewarda. Douglass zamýšlel použít dar k výstavbě 36palcového newtonovského zrcadlového dalekohledu. Pro stavbu dalekohledu byla vybrána společnost Warner & Swasey Co. z Clevelandu, Ohia. Po vstupu USA do I. světové války došlo ze strany Warner & Swayze k odložení smlouvy – prioritu dostaly armádní zakázky. Výrobci velkých litých zrcadel se v době první světové války nalézali pouze v Evropě, a vzhledem k probíhající světové válce je nebylo možné do kontraktu zapojit. Douglass musel najít amerického výrobce skla, který byl ochoten vyrobit velké zrcadlo. Po několika neúspěšných odlivech nakonec společnost Spencer Objektiv Co. z Buffala, New York vyrobila 36palcové zrcadlo.
Dalekohled byl instalován v budově hvězdárny v červenci 1922. 23. dubna 1923 byla hvězdárna přejmenována na Steward Observatory – Stewardova hvězdárna. Douglass svoji děkovnou zprávu věnoval výčtu pokusů a omylů při výstavbě hvězdárny. Zakončil jí následujícím textem o významu vědeckého poznávání světa:

V závěru bych se rád věnoval obecnějším úvahám. Tato instituce je věnována vědeckému výzkumu. Vědecký výzkum je během na dlouhou trať. Jeho cílem je získání poznatků před tím, než je jich třeba. Znalosti jsou moc, ale nemůžeme říci, které skutečnosti v oblasti poznání budou k něčemu užitečné. Proto se snažíme rozvíjet výzkum pro výzkum, věříce, že užitečnost některých získaných znalostí či objevených postupů převýší úsilí věnované jejich výzkumu a získání. Věřím, že to je podstatou vzdělání, které nemusí být striktně odborné. Student se naučí mnoho faktů a je trénován v mnoha postupech. Nemůže dopředu vědět, která skutečnost a která odbornost mu bude k prospěchu. Zajisté ale v některé odbornosti najde zalíbení, a ta pak vyroste tak, že splatí veškeré úsilí jeho a jeho kolegů a přátel. Stejně tak tomu jest s výzkumnými institucemi. Pevně doufám, že v této hvězdárně budou hranice lidského poznání růst astronomickou řadou. Astronomie byla před tisíciletí první věda vyvinutá našimi primitivními předky - protože umožňovala měření času. Díky této funkci nás provází po celou historii lidstva, a dnes nám to poskytuje úžasná fakta o velikosti našeho vesmíru; možná, že v budoucnu nám poskytne pomoc při předpovědi klimatických podmínek.
Andrew Ellicott Douglass, děkovná zpráva A. E. Douglasse

## Výzkumné skupiny
Richard F. Caris Mirror Laboratory, která se nachází pod východním křídlem stadionu pro americký fotbal, je průkopníkem nové techniky výroby velkých zrcadel, zahrnující rotační odlévání lehkých voštinových zrcadel v rotační peci jejich leštění. Laboratoř v září 2005 dokončila výrobu dvojice zrcadel pro Velký binokulární dalekohled. V roce 2008 bylo odlito 8,4 m kombinované primární a terciární zrcadlo pro Velký synoptický přehlídkový dalekohled. V současné době je dokončována výroba sedmi primárních zrcadel pro GMT.

## Galerie

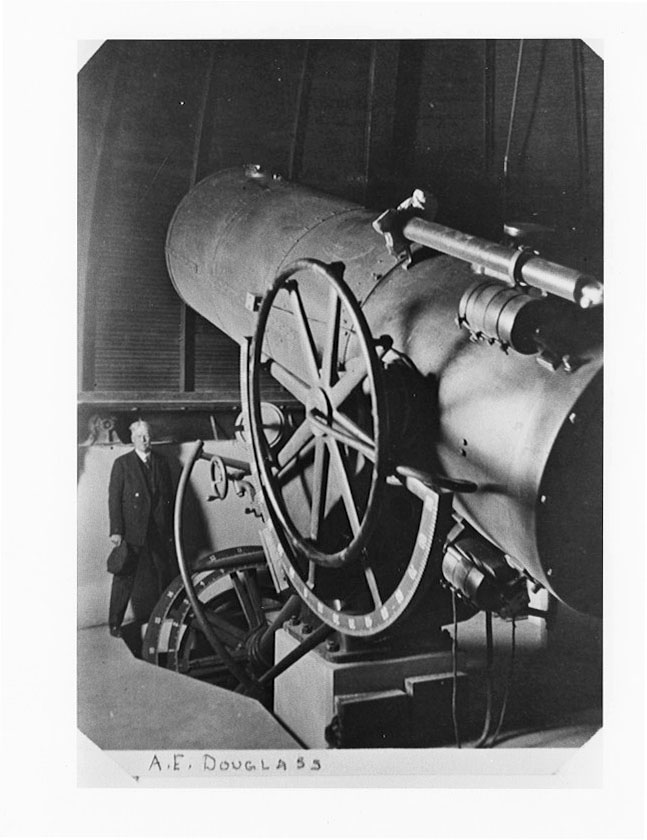
36palcový teleskop v roce 1922 (v roce 1963 by přemístěn na Kitt Peak)